# قائمة البعثات الدبلوماسية في تنزانيا

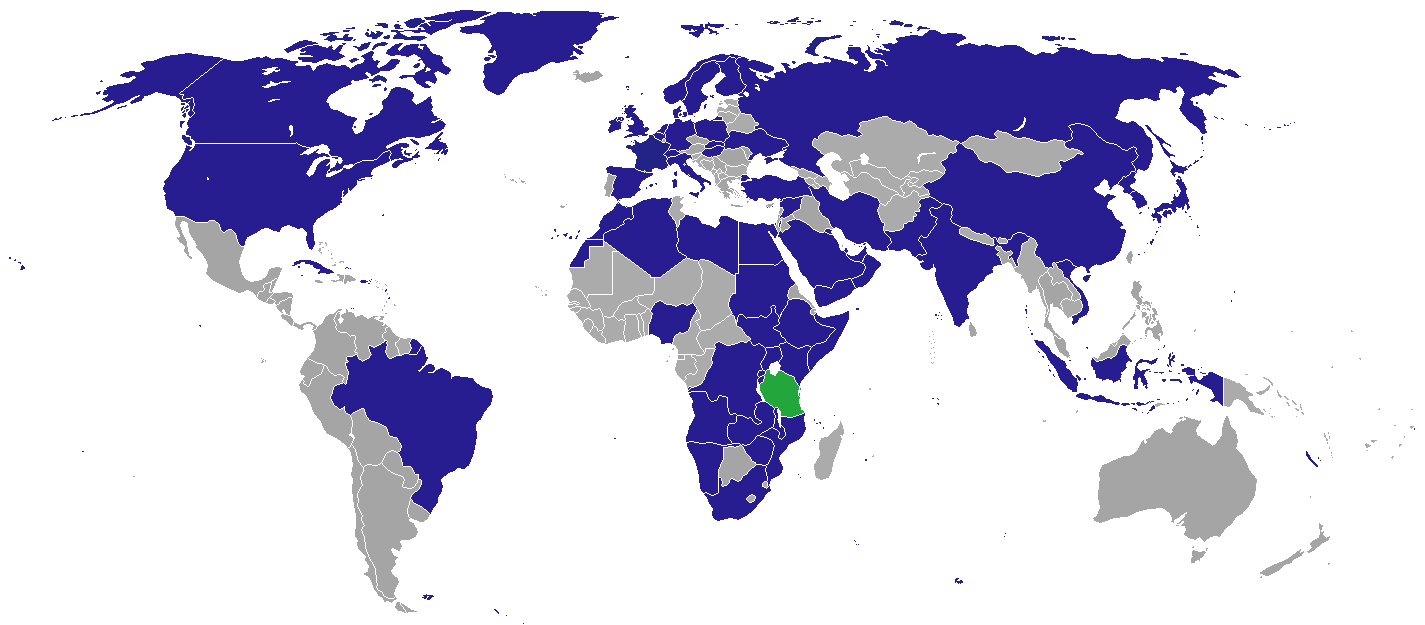
خريطة البعثات الدبلوماسية في تنزانيا

هذه قائمة بالبعثات الدبلوماسية في تنزانيا. رغم أن دودوما هي العاصمة الرسمية، تواصل جميع البلدان في الحفاظ على بعثاتها في دار السلام، العاصمة السابقة وأكبر مدينة في البلاد.
لدى العديد من البلدان الأخرى سفراء معتمدين لدى تنزانيا، ويقيم معظمهم في نيروبي أو أديس أبابا. تستثني هذا القائمة القنصليات الفخرية.

## سفارات/مفوضيات عليا
دار السلام
| - الجزائر - أنغولا - بلجيكا - البرازيل - بوروندي - كندا - الصين - كوبا - جمهورية الكونغو الديمقراطية - الدنمارك - مصر - فنلندا - فرنسا - ألمانيا | - الكرسي الرسولي - الهند - إندونيسيا - إيران - أيرلندا - إيطاليا - اليابان - كينيا - ليبيا - مالاوي - موزمبيق - ناميبيا - هولندا - نيجيريا | - النرويج - كوريا الشمالية - عمان - باكستان - فلسطين - قطر - روسيا - رواندا - الجمهورية الصحراوية - السعودية - جنوب أفريقيا - كوريا الجنوبية - إسبانيا - السودان | - السويد - سويسرا - سوريا - تركيا - أوغندا - الإمارات العربية المتحدة - المملكة المتحدة - الولايات المتحدة - فيتنام - اليمن - زامبيا - زيمبابوي |

## قنصليات عامة
كيغوما
- بوروندي
- جمهورية الكونغو الديمقراطية

زنجبار
- الصين
- مصر
- الهند
- موزمبيق
- عمان

## سفارات/مفوضيات عليا غير مقيمة
| أديس أبابا - جمهورية إفريقيا الوسطى - الكاميرون - ساحل العاج - غانا - ليسوتو - ليبيريا - مالي - النيجر - السنغال - صربيا - إسواتيني القاهرة - منغوليا - نيبال | هراري - نيكاراغوا لوساكا - بوتسوانا - غيانا نيروبي - الأرجنتين - أستراليا - النمسا - بنغلاديش - جمهورية التشيك - تشيلي - كولومبيا - قبرص | - إرتريا - إثيوبيا - اليونان - المجر - العراق - إسرائيل - المكسيك - ماليزيا - المغرب - بولندا - البرتغال - الفلبين - رومانيا - سلوفاكيا - سيراليون - سريلانكا - تايلاند | بريتوريا - كرواتيا - جامايكا - نيوزيلندا |